# Vatan (periódico)
Vatan («patria» en turco) es un periódico publicado en Turquía desde 2002.
Elogiado por algunos su periodismo ecuánime, ha abordado en sus artículos temas candentes de la actualidad turca como el problema kurdo, los partidos islámicos de Turquía y el ultra nacionalista MHP (un partido de extrema derecha en Turquía) también es tildado por algunos sectores de ser un periódico populista para obtener beneficios económicos.
No tienen ninguna ideología fija, quizás se publica como la alternativa a Milliyet. También elogiado por su atención a la educación, regala a menudo con el periódico libros de aprendizaje de lenguas extranjeras e incluso comentarios (Tafsir) sobre el Corán por parte de uno de sus columnistas, Süleyman Ateş. Hace algunos años la mayoría de los periódicos turcos regalaban libros y enciclopedias (algunos siguen haciéndolo), pero ya ha pasado dicha época. Como es un periódico reciente intenta captar lectores con las promociones.